# UCI Europe Tour 2012
L'UCI Europe Tour 2012 fu l'ottava edizione dell'UCI Europe Tour, uno dei cinque circuiti continentali di ciclismo dell'Unione Ciclistica Internazionale. Era composto da più di 300 corse che si tennero dal 29 gennaio al 21 ottobre 2012 in Europa. Fu vinto dal tedesco John Degenkolb, la migliore squadra fu la Saur-Sojasun e la migliore nazione classificata fu l'Italia.

## Calendario

### Gennaio
| Data | Prova                                      | Cat. | Vincitore       | Squadra |
| ---- | ------------------------------------------ | ---- | --------------- | ------- |
| 29   | Grand Prix Cycliste La Marseillaise (2012) | 1.1  | Samuel Dumoulin | Cofidis |

### Febbraio
| Data  | Prova                                                | Cat. | Vincitore              | Squadra                      |
| ----- | ---------------------------------------------------- | ---- | ---------------------- | ---------------------------- |
| 1-5   | Étoile de Bessèges (2012)                            | 2.1  | Jérôme Coppel          | Saur-Sojasun                 |
| 4     | Gran Premio Costa degli Etruschi (2012)              | 1.1  | Elia Viviani           | Liquigas-Cannondale          |
| 5     | Trofeo Palma                                         | 1.1  | Andrew Fenn            | Omega Pharma-Quickstep       |
| 6     | Trofeo Migjorn                                       | 1.1  | Andrew Fenn            | Omega Pharma-Quickstep       |
| 7     | Trofeo Deià                                          | 1.1  | Lars Petter Nordhaug   | Sky Procycling               |
| 8     | Trofeo Serra de Tramuntana                           | 1.1  | Annullato              |                              |
| 8-12  | Tour Méditerranéen (2012)                            | 2.1  | Jonathan Tiernan-Locke | Endura Racing                |
| 11-12 | Giro della Provincia di Reggio Calabria (2012)       | 2.1  | Elia Viviani           | Liquigas-Cannondale          |
| 15-19 | Volta ao Algarve (2012)                              | 2.1  | Richie Porte           | Sky Procycling               |
| 18    | Trofeo Laigueglia (2012)                             | 1.1  | Moreno Moser           | Liquigas-Cannondale          |
| 18-19 | Tour du Haut-Var (2012)                              | 2.1  | Jonathan Tiernan-Locke | Endura Racing                |
| 19-23 | Vuelta a Andalucía - Ruta Ciclista del Sol (2012)    | 2.1  | Alejandro Valverde     | Movistar Team                |
| 21-25 | Giro di Sardegna                                     | 2.1  | Annullato              |                              |
| 25    | Beverbeek Classic (2012)                             | 1.2  | Tom Van Asbroeck       | Topsport Vlaanderen-Mercator |
| 25    | Ster van Zwolle (2012)                               | 1.2  | Robin Chaigneau        | Koga Cycling Team            |
| 25    | Omloop Het Nieuwsblad (2012)                         | 1.HC | Sep Vanmarcke          | Team Garmin-Barracuda        |
| 26    | Gran Premio di Lugano (2012)                         | 1.1  | Eros Capecchi          | Liquigas-Cannondale          |
| 26    | Les Boucles du Sud Ardèche - Souvenir Delpech (2012) | 1.1  | Rémi Pauriol           | FDJ-BigMat                   |
| 26    | Kuurne-Bruxelles-Kuurne (2012)                       | 1.1  | Mark Cavendish         | Sky Procycling               |
| 26    | Clásica de Almería (2012)                            | 1.HC | Michael Matthews       | Rabobank Cycling Team        |
| 26    | Classica Sarda                                       | 1.1  | Annullata              |                              |
| 29    | Le Samyn (2012)                                      | 1.1  | Arnaud Démare          | FDJ-BigMat                   |

### Marzo
| Data  | Prova                                                    | Cat. | Vincitore           | Squadra                                |
| ----- | -------------------------------------------------------- | ---- | ------------------- | -------------------------------------- |
| 2-4   | Tre Giorni delle Fiandre Occidentali (2012)              | 2.1  | Julien Vermote      | Omega Pharma-Quickstep                 |
| 3     | Strade Bianche (2012)                                    | 1.1  | Fabian Cancellara   | RadioShack-Nissan                      |
| 3     | Giro del Friuli                                          | 1.1  | Annullato           |                                        |
| 3     | Vlaamse Pijl (2012)                                      | 1.2  | Frédéric Amorison   | Landbouwkrediet-Euphony                |
| 3-4   | Vuelta a Murcia (2012)                                   | 2.1  | Nairo Quintana      | Movistar Team                          |
| 4     | GP de la Ville de Lillers - Souvenir Bruno Comini (2012) | 1.2  | Russell Downing     | Endura Racing                          |
| 4     | Trofeo ZSŠDI (2012)                                      | 1.2  | Patrick Facchini    | Team Casati-MI Impianti                |
| 9     | Dwars door Drenthe (2012)                                | 1.1  | Theo Bos            | Rabobank Cycling Team                  |
| 10    | Profronde van Drenthe (2012)                             | 1.1  | Bert-Jan Lindeman   | Vacansoleil-DCM                        |
| 11    | Kattekoers (2012)                                        | 1.2  | Roy Jans            | An Post-Sean Kelly Team                |
| 11    | Omloop van het Waasland (2012)                           | 1.2  | Preben Van Hecke    | Topsport Vlaanderen-Mercator           |
| 11    | Parigi-Troyes (2012)                                     | 1.2  | Jean-Marc Bideau    | Bretagne-Schuller                      |
| 11    | Dorpenomloop Rucphen (2012)                              | 1.2  | Giorgio Brambilla   | Leopard-Trek Continental Team          |
| 11    | Poreč Trophy (2012)                                      | 1.2  | Matej Mugerli       | Adria Mobil                            |
| 11    | Trofeo Franco Balestra - Memorial Metelli (2012)         | 1.2  | Patrick Facchini    | Team Casati-MI Impianti                |
| 14    | Nokere Koerse (2012)                                     | 1.1  | Francesco Chicchi   | Omega Pharma-Quickstep                 |
| 15-18 | Istrian Spring Trophy (2012)                             | 2.2  | Markus Eibegger     | RC ARBÖ Wels Gourmetfein               |
| 16    | Handzame Classic (2012)                                  | 1.1  | Francesco Chicchi   | Omega Pharma-Quickstep                 |
| 17    | Classic Loire-Atlantique (2012)                          | 1.2  | Florian Vachon      | Bretagne-Schuller                      |
| 18    | Cholet-Pays de Loire (2012)                              | 1.1  | Arnaud Démare       | FDJ-BigMat                             |
| 18    | La Roue Tourangelle Région Centre (2012)                 | 1.2  | Vjačeslav Kuznetsov | Itera-Katusha                          |
| 18    | Gran Premio San Giuseppe (2012)                          | 1.2  | Il'ja Gorodničev    | Team Hopplà-Wega-Truck Italia-Valdarno |
| 19-25 | Tour de Normandie (2012)                                 | 2.2  | Jérôme Cousin       | Team Europcar                          |
| 20-24 | Settimana Internazionale di Coppi e Bartali (2012)       | 2.1  | Jan Bárta           | Team NetApp                            |
| 21    | Dwars door Vlaanderen (2012)                             | 1.1  | Niki Terpstra       | Omega Pharma-Quickstep                 |
| 22-25 | Volta ao Alentejo/Crédito Agrícola Costa Azul (2012)     | 2.2  | Aleksej Kunšin      | Lokosphinx                             |
| 24-25 | Critérium International (2012)                           | 2.HC | Cadel Evans         | BMC Racing Team                        |
| 27-29 | Driedaagse De Panne-Koksijde (2012)                      | 2.HC | Sylvain Chavanel    | Omega Pharma-Quickstep                 |
| 29-1  | Cinturón Ciclista Internacional a Mallorca               | 2.2  | Annullato           |                                        |
| 30    | Route Adélie de Vitré (2012)                             | 1.1  | Roberto Ferrari     | Androni Giocattoli                     |
| 30-1  | Le Triptyque des Monts et Châteaux (2012)                | 2.2  | Bob Jungels         | Leopard-Trek Continental Team          |
| 31    | Volta Limburg Classic (2012)                             | 1.1  | Pavel Brutt         | Katusha Team                           |
| 31    | Gran Premio Miguel Indurain (2012)                       | 1.HC | Daniel Moreno       | Katusha Team                           |

### Aprile
| Data  | Prova                                                | Cat.   | Vincitore                   | Squadra                                |
| ----- | ---------------------------------------------------- | ------ | --------------------------- | -------------------------------------- |
| 1     | Flèche d'Emeraude - Saint-Malo (2012)                | 1.1    | Roberto Ferrari             | Androni Giocattoli-Venezuela           |
| 1     | Grand Prix de la Ville de Nogent-sur-Oise            | 1.2    | Igor' Boev                  | Itera-Katusha                          |
| 1     | Trofeo Banca Popolare di Vicenza                     | 1.2U   | Jay McCarthy                | Team Jayco-AIS                         |
| 3-6   | Circuit Cycliste Sarthe - Pays de la Loire           | 2.1    | Luke Durbridge              | GreenEDGE Cycling Team                 |
| 4     | Scheldeprijs (2012)                                  | 1.HC   | Marcel Kittel               | Argos-Shimano                          |
| 4-8   | Grand Prix of Sochi                                  | 2.2    | Ivan Stević                 | Salcano-Manisaspor                     |
| 5     | Grand Prix Pino Cerami (2012)                        | 1.1    | Gaëtan Bille                | Lotto-Belisol Team                     |
| 6-8   | Circuit des Ardennes                                 | 2.2    | Marek Rutkiewicz            | CCC-Polsat Polkowice                   |
| 7     | Giro delle Fiandre Under-23                          | 1.Ncup | Kenneth Vanbilsen           | Belgio                                 |
| 8     | Klasika Primavera de Amorebieta (2012)               | 1.1    | Giovanni Visconti           | Movistar Team                          |
| 9     | Rund um Köln (2012)                                  | 1.1    | Jan Bárta                   | Team NetApp                            |
| 9     | Dwars door het Hageland                              | 1.2    | Timothy Stevens             | Ovyta-Eijssen-Acrog                    |
| 9     | Giro del Belvedere                                   | 1.2U   | Daniele Dall'Oste           | Trevigiani-Dynamon-Bottoli             |
| 10    | Parigi-Camembert (2012)                              | 1.1    | Pierre-Luc Périchon         | Vélo Club La Pomme Marseille           |
| 10    | Gran Premio Palio del Recioto                        | 1.2U   | Francesco Bongiorno         | Team Hopplà-Wega-Truck Italia-Valdarno |
| 11    | Freccia del Brabante (2012)                          | 1.HC   | Thomas Voeckler             | Team Europcar                          |
| 11    | La Côte Picarde                                      | 1.Ncup | Vegard Breen                | Norvegia                               |
| 11-15 | Tour du Loir-et-Cher E. Provost                      | 2.2    | Andrej Solomennikov         | Itera-Katusha                          |
| 12    | Grand Prix de Denain Porte du Hainaut (2012)         | 1.1    | Juan José Haedo             | Team Saxo Bank                         |
| 13-15 | Vuelta a Castilla y León                             | 2.1    | Javier Moreno               | Movistar Team                          |
| 14    | Tour du Finistère (2012)                             | 1.1    | Julien Simon                | Saur-Sojasun                           |
| 14    | Trofeo Edil C                                        | 1.2    | Kristian Sbaragli           | Team Hopplà-Wega-Truck Italia-Valdarno |
| 14    | Liegi-Bastogne-Liegi Under-23                        | 1.2U   | Michael Valgren Andersen    | Glud & Marstrand-LRØ                   |
| 14    | ZLM Tour                                             | 1.Ncup | Maxime Daniel               | Francia                                |
| 15    | Tro-Bro Léon (2012)                                  | 1.1    | Ryan Roth                   | Team SpiderTech powered by C10         |
| 15    | Giro dell'Appennino (2012)                           | 1.1    | Fabio Felline               | Androni Giocattoli-Venezuela           |
| 15    | Grand Prix of Donetsk                                | 1.2    | Ilnur Zakarin               | Itera-Katusha                          |
| 15    | Zellik-Galmaarden                                    | 1.2    | Kevin Thome                 | Wallonie Bruxelles-Crédit Agricole     |
| 17-20 | Giro del Trentino (2012)                             | 2.HC   | Domenico Pozzovivo          | Colnago-CSF Inox                       |
| 17-21 | Toscana-Terra di ciclismo                            | 2.Ncup | Fabio Aru                   | Italia                                 |
| 18-22 | Grand Prix of Adygeya                                | 2.2    | Ilnur Zakarin               | Itera-Katusha                          |
| 21    | Gran Premio de Llodio                                | 1.1    | Annullato                   |                                        |
| 21    | Banja Luka-Beograd I (2012)                          | 1.2    | Marko Kump                  | Adria Mobil                            |
| 21    | Arno Wallaard Memorial                               | 1.2    | Dylan van Baarle            | Rabobank Continental Team              |
| 22    | Vuelta a La Rioja (2012)                             | 1.1    | Evgenij Šalunov             | Lokosphinx                             |
| 22    | Val d'Ille U Classic 35 - Souvenir Julien Ditlecadet | 1.2    | Éric Berthou                | Bretagne-Schuller                      |
| 22    | Banja Luka-Beograd II (2012)                         | 1.2    | Matej Mugerli               | Adria Mobil                            |
| 22    | Ronde van Noord-Holland                              | 1.2    | Gediminas Bagdonas          | An Post-Sean Kelly Team                |
| 22-29 | Presidential Cycling Tour of Turkey                  | 2.HC   | Ivajlo Gabrovski            | Konya Torku Seker Spor                 |
| 25    | Gran Premio della Liberazione                        | 1.2U   | Enrico Barbin               | Trevigiani-Dynamon-Bottoli             |
| 25-1  | Tour de Bretagne - Trophée des Granitiers            | 2.2    | Reinardt Janse van Rensburg | MTN-Qhubeka                            |
| 26-30 | Vuelta Asturias Julio Álvarez Mendo                  | 2.1    | Beñat Intxausti             | Movistar Team                          |
| 26-1  | Giro delle Regioni                                   | 2.2U   | Annullato                   |                                        |
| 28    | Gran Premio Industria e Artigianato (2012)           | 1.1    | Filippo Pozzato             | Farnese Vini-Selle Italia              |
| 29    | Trophée des Grimpeurs                                | 1.1    | Annullato                   |                                        |
| 29    | Giro della Toscana (2012)                            | 1.1    | Alessandro Ballan           | BMC Racing Team                        |
| 29    | Rutland-Melton International CiCLE Classic           | 1.2    | Alexandre Blain             | Endura Racing                          |
| 29    | Himmerland Rundt                                     | 1.2    | André Steensen              | Glud & Marstrand-LRØ                   |
| 29    | Gran Premio Industrie del Marmo                      | 1.2    | Thomas Fiumana              | Petroli Firenze-Contech-Gisabele       |
| 29    | Parigi-Mantes-en-Yvelines                            | 1.2    | Alex Meenhorst              | Team Differdange-Magic Sportfood.de    |

### Maggio
| Data  | Prova                                               | Cat. | Vincitore                   | Squadra                              |
| ----- | --------------------------------------------------- | ---- | --------------------------- | ------------------------------------ |
| 1     | Subida al Naranco                                   | 1.1  | Annullata                   |                                      |
| 1     | Memoriał Andrzeja Trochanowskiego                   | 1.2  | Tomasz Smolen               | Bank BGŻ Team                        |
| 1     | Mayor Cup                                           | 1.2  | Igor' Boev                  | Itera-Katusha                        |
| 1     | Grote 1 Mei-Prijs - Ereprijs Victor De Bruyne       | 1.2  | Christophe Premont          | Wallonie Bruxelles-Crédit Agricole   |
| 1     | Trofeo Papà Cervi - Coppa 1º maggio                 | 1.2  | Giorgio Bocchiola           | Team Colpack                         |
| 1     | Rund um den Finanzplatz Eschborn-Frankfurt Under-23 | 1.2U | Sven Erik Bystrøm           | Team Øster Hus-Ridley                |
| 1     | Rund um den Finanzplatz Eschborn-Frankfurt (2012)   | 1.HC | Moreno Moser                | Liquigas-Cannondale                  |
| 2     | Memorial Oleg Dyachenko                             | 1.2  | Aleksandr Rybakov           | Itera-Katusha                        |
| 2-6   | Giro della Regione Friuli Venezia Giulia            | 2.2  | Diego Rosa                  | Palazzago-Elledent-Rad Logistica     |
| 2-6   | Carpathia Couriers Paths                            | 2.2U | Maurits Lammertink          | Cyclingteam Jo Piels                 |
| 3     | Grand Prix of Moscow                                | 1.2  | Vitalij Popkov              | ISD-Lampre Continental               |
| 4     | Grand Prix Dobrich I                                | 1.2  | Martin Grashev              | Bulgaria                             |
| 4-5   | Ronde van Overijssel                                | 2.2  | Reinardt Janse van Rensburg | MTN-Qhubeka                          |
| 4-6   | Szlakiem Grodów Piastowskich                        | 2.1  | Marek Rutkiewicz            | CCC-Polsat Polkowice                 |
| 4-8   | Quatre Jours de Dunkerque - Tour du Nord-P.d.C.     | 2.HC | Jimmy Engoulvent            | Saur-Sojasun                         |
| 5-6   | Vuelta a la Comunidad de Madrid                     | 2.1  | Sergej Firsanov             | RusVelo                              |
| 5-9   | Five Rings of Moscow                                | 2.2  | Igor' Boev                  | Itera-Katusha                        |
| 6     | Omloop der Kempen                                   | 1.2  | Niko Eeckhout               | An Post-Sean Kelly Team              |
| 6     | Circuit de Wallonie                                 | 1.2  | Reinardt Janse van Rensburg | MTN-Qhubeka                          |
| 6     | Circuito del Porto - Trofeo Internazionale Arvedi   | 1.2  | Paolo Simion                | Zalf-Euromobil-Désirée-Fior          |
| 6     | Grand Prix Dobrich II                               | 1.2  | Stefan Hristov              | Bulgaria                             |
| 9-13  | Heydar Aliyev Anniversary Tour                      | 2.2U | Youcef Reguigui             | Groupement Sportif Pétrolier Algérie |
| 10-12 | Małopolski Wyścig Górski                            | 2.2  | Marek Rutkiewicz            | CCC-Polsat Polkowice                 |
| 10-13 | Rhône-Alpes Isère Tour                              | 2.2  | Paul Poux                   | Saur-Sojasun                         |
| 11-13 | Tour de Picardie                                    | 2.1  | John Degenkolb              | Argos-Shimano                        |
| 12    | Scandinavian Race Uppsala                           | 1.2  | Jonas Ahlstrand             | CykelCity.se                         |
| 13    | Rogaland Grand Prix                                 | 1.1  | Antonio Piedra              | Caja Rural                           |
| 14-19 | Olympia's Tour                                      | 2.2  | Dylan van Baarle            | Rabobank Continental Team            |
| 16-20 | Tour of Norway                                      | 2.1  | Edvald Boasson Hagen        | Sky Procycling                       |
| 16-20 | Circuit de Lorraine                                 | 2.1  | Nacer Bouhanni              | FDJ-BigMat                           |
| 16-20 | Flèche du Sud                                       | 2.2  | Bob Jungels                 | Leopard-Trek Continental Team        |
| 16-20 | International Tour of Hellas                        | 2.2  | Robert Vrečer               | Team Vorarlberg                      |
| 17    | Tour du Limbourg                                    | 1.2  | Kevin Claeys                | Landbouwkrediet-Euphony              |
| 17-20 | Tour de Berlin                                      | 2.2U | Nikias Arndt                | LKT Team Brandenburg                 |
| 17-20 | Ronde de l'Isard                                    | 2.2U | Pierre-Henri Lecuisinier    | Vendée U                             |
| 19    | Jūrmala Grand Prix                                  | 1.1  | Rafael Andriato             | Farnese Vini-Selle Italia            |
| 19    | Grand Prix Criquielion                              | 1.2  | Tom David                   | Lotto-Pôle Continental Wallon        |
| 20    | Neuseen Classics - Rund um die Braunkohle           | 1.1  | André Schulze               | Team NetApp                          |
| 20-27 | An Post Rás                                         | 2.2  | Nicolas Baldo               | Atlas Personal-Jakroo                |
| 23-27 | Bayern-Rundfahrt                                    | 2.HC | Michael Rogers              | Sky Procycling                       |
| 23-27 | Giro del Belgio (2012)                              | 2.HC | Tony Martin                 | Omega Pharma-Quickstep               |
| 24-27 | Tour of Trakya                                      | 2.2  | Jurij Metlušenko            | Konya Torku Seker Spor               |
| 25    | Tallinn-Tartu Grand Prix (2012)                     | 1.1  | Saïd Haddou                 | Team Europcar                        |
| 26    | SEB Tartu Grand Prix (2012)                         | 1.1  | Rene Mandri                 | Endura Racing                        |
| 26    | Grand Prix de Plumelec-Morbihan (2012)              | 1.1  | Julien Simon                | Saur-Sojasun                         |
| 26-28 | Tour de Gironde                                     | 2.2  | Nick van der Lijke          | Rabobank Continental Team            |
| 27    | Boucles de l'Aulne - Châteaulin (2012)              | 1.1  | Sébastien Hinault           | AG2R La Mondiale                     |
| 27    | Race Horizon Park                                   | 1.2  | Vitalij Popkov              | ISD-Lampre Continental               |
| 27    | Parigi-Roubaix Under-23                             | 1.2U | Bob Jungels                 | Leopard-Trek Continental Team        |
| 27    | GP Industria e Commercio - Trofeo San Vendemiano    | 1.2U | Enrico Barbin               | Trevigiani-Dynamon-Bottoli           |
| 30-3  | Tour de Luxembourg                                  | 2.1  | Jakob Fuglsang              | RadioShack-Nissan                    |

### Giugno
| Data  | Prova                                        | Cat. | Vincitore                   | Squadra                      |
| ----- | -------------------------------------------- | ---- | --------------------------- | ---------------------------- |
| 2     | Trofeo Melinda (2012)                        | 1.1  | Carlos Alberto Betancur     | Acqua & Sapone               |
| 2     | Trofeo Alcide De Gasperi                     | 1.2  | Enrico Barbin               | Trevigiani-Dynamon-Bottoli   |
| 2-9   | Turul Ciclist al României                    | 2.2  | Matija Kvasina              | Tusnad Cycling Team          |
| 3     | Tour de Rijke                                | 1.1  | Annullato                   |                              |
| 3     | Grand Prix Südkärnten                        | 1.2  | Marko Kump                  | Adria Mobil                  |
| 3     | Riga Grand Prix                              | 1.2  | Andžs Flaksis               | Lettonia                     |
| 3     | Coppa della Pace - Trofeo F.lli Anelli       | 1.2  | Ruslan Tileubaev            | Continental Team Astana      |
| 3     | Memorial Philippe Van Coningsloo             | 1.2  | Gediminas Bagdonas          | An Post-Sean Kelly Team      |
| 5-9   | Okolo Slovenska                              | 2.2  | Enrico Rossi                | Meridiana-Kamen Team         |
| 7     | Gran Premio del Canton Argovia (2012)        | 1.1  | Sergej Lagutin              | Vacansoleil-DCM              |
| 7-10  | Ronde de l'Oise                              | 2.2  | Jean-Luc Delpech            | Bretagne-Schuller            |
| 8-10  | Internationale Mainfranken-Tour              | 2.2U | Annullato                   |                              |
| 8-17  | Girobio                                      | 2.2  | Joseph Dombrowski           | Stati Uniti                  |
| 9     | Ronde van Zeeland Seaports                   | 1.1  | Reinardt Janse van Rensburg | MTN Qhubeka                  |
| 9-15  | Internationale Thüringen-Rundfahrt           | 2.2U | Rohan Dennis                | Team Jayco-AIS               |
| 10    | ProRace Berlin (2012)                        | 1.1  | André Greipel               | Lotto-Belisol Team           |
| 12-17 | Tour de Serbie                               | 2.2  | Stefan Schumacher           | Christina Watches-Onfone     |
| 13-17 | Ster ZLM Toer - GP Jan van Heeswijk          | 2.1  | Mark Cavendish              | Sky Procycling               |
| 14-17 | Giro di Slovenia                             | 2.1  | Janez Brajkovič             | Astana Pro Team              |
| 14-17 | Route du Sud                                 | 2.1  | Nairo Quintana              | Movistar Team                |
| 14-17 | Boucles de la Mayenne                        | 2.2  | Laurent Pichon              | Bretagne-Schuller            |
| 14-17 | Tour des Pays de Savoie                      | 2.2  | Stéphane Rossetto           | CC Nogent-sur-Oise           |
| 15-17 | Oberösterreichrundfahrt                      | 2.2  | Robert Vrečer               | Team Vorarlberg              |
| 17    | Flèche Ardennaise                            | 1.2  | Clément Lhotellerie         | Colba-Superano Ham           |
| 20    | Halle-Ingooigem                              | 1.1  | Nacer Bouhanni              | FDJ-BigMat                   |
| 27    | Internationale Wielertrofee Jong Maar Moedig | 1.2  | Tim Declercq                | Topsport Vlaanderen-Mercator |
| 28-1  | Tour of Cappadocia                           | 2.2  | Annullato                   |                              |
| 28-1  | Giro della Repubblica Ceca                   | 2.2  | František Padour            | Whirlpool-Author             |
| 30    | Grand Prix Kranj                             | 1.1  | Annullato                   |                              |
| 30    | Omloop Het Nieuwsblad Beloften               | 1.2  | Sander Helven               | Ovyta-Eijssen-Acrog          |

### Luglio
| Data  | Prova                                                  | Cat. | Vincitore              | Squadra                          |
| ----- | ------------------------------------------------------ | ---- | ---------------------- | -------------------------------- |
| 1-8   | Österreich-Rundfahrt                                   | 2.HC | Jakob Fuglsang         | RadioShack-Nissan                |
| 4-8   | Wyścig Solidarności i Olimpijczyków                    | 2.1  | Mariusz Witecki        | Bank BGŻ Team                    |
| 4-8   | Sibiu Cycling Tour                                     | 2.2  | Víctor De La Parte     | SP Tableware Cycling Team        |
| 8     | Giro del Medio Brenta                                  | 1.2  | Matteo Busato          | Team Idea U23                    |
| 8     | GP de Pont-à-Marcq - La Ronde Pévèloise                | 1.2  | Benoît Daeninck        | CC Nogent-sur-Oise               |
| 11    | Grote Prijs van de Stad Geel                           | 1.2  | Tom Van Asbroeck       | Topsport Vlaanderen-Mercator     |
| 12-15 | GP Internacional Torres Vedras - Troféu Agostinho      | 2.2  | Ricardo Mestre         | Carmim-Prio                      |
| 13    | G.P. Nobili Rubinetterie, Coppa Papà Carlo             | 1.1  | Annullato              | Annullato                        |
| 14    | G.P. Nobili Rubinetterie, Coppa Città di Stresa (2012) | 1.1  | Danilo Di Luca         | Acqua & Sapone                   |
| 16-22 | Giro della Valle d'Aosta                               | 2.2U | Fabio Aru              | Palazzago-Elledent-Rad Logistica |
| 18-22 | Sachsen-Tour International                             | 2.1  | Annullato              | Annullato                        |
| 21    | Central European Tour Miskolc GP                       | 1.2  | Krisztián Lovassy      | Tusnad Cycling Team              |
| 21-25 | Tour de Wallonie                                       | 2.HC | Giacomo Nizzolo        | RadioShack-Nissan                |
| 22    | Grand Prix de la ville de Pérenchies                   | 1.2  | Rico Dene Rogers       | Node 4-Giordana Racing           |
| 22    | Central European Tour Budapest GP                      | 1.2  | Marko Kump             | Adria Mobil                      |
| 24-28 | Dookoła Mazowsza                                       | 2.2  | Mateusz Taciak         | CCC-Polsat Polkowice             |
| 25    | Prueba Villafranca de Ordizia (2012)                   | 1.1  | Gorka Izagirre         | Euskaltel-Euskadi                |
| 25-29 | Tour Alsace                                            | 2.2  | Jonathan Tiernan-Locke | Endura Racing                    |
| 28-30 | Kreiz Breizh Elites                                    | 2.2  | André Steensen         | Glud & Marstrand-LRØ             |
| 29    | Trofeo Matteotti (2012)                                | 1.1  | Pierpaolo De Negri     | Farnese Vini-Selle Italia        |
| 29    | La Poly Normande (2012)                                | 1.1  | Tony Hurel             | Team Europcar                    |
| 31    | Circuito de Getxo - Memorial Ricardo Otxoa (2012)      | 1.1  | Giovanni Visconti      | Movistar Team                    |
| 31-4  | Tour des Pyrénées                                      | 2.2  | Annullato              | Annullato                        |

### Agosto
| Data  | Prova                                                   | Cat.   | Vincitore               | Squadra                      |
| ----- | ------------------------------------------------------- | ------ | ----------------------- | ---------------------------- |
| 1-2   | Parigi-Corrèze                                          | 2.1    | Egoitz García           | Cofidis                      |
| 1-5   | Vuelta a Burgos                                         | 2.HC   | Daniel Moreno           | Katusha Team                 |
| 3-12  | Tour Cycliste International de la Guadeloupe            | 2.2    | Ludovic Turpin          | USC Goyave                   |
| 4     | Gran Premio Folignano                                   | 1.2    | Annullato               | Annullato                    |
| 5     | Trofeo Internazionale Bastianelli                       | 1.2    | Luigi Miletta           | Gragnano Sporting Club       |
| 5     | Antwerpse Havenpijl                                     | 1.2    | Joeri Stallaert         | Landbouwkrediet-Euphony      |
| 7-11  | Tour de l'Ain                                           | 2.1    | Andrew Talansky         | Garmin-Sharp                 |
| 7-11  | Vuelta Ciclista a León                                  | 2.2    | José Belda              | GSport-Valencia Terra i Mar  |
| 9-12  | Tour of Szeklerland                                     | 2.2    | Vitalij Popkov          | ISD-Lampre Continental       |
| 9-12  | Mi-Août en Bretagne                                     | 2.2    | David Veilleux          | Team Europcar                |
| 10    | Campionati europei - Cronometro Under-23 (2012)         | CC     | Rasmus Christian Quaade | Danimarca                    |
| 11    | Gran Premio Città di Camaiore (2012)                    | 1.1    | Esteban Chaves          | Colombia-Coldeportes         |
| 11    | Memoriał Henryka Łasaka (2012)                          | 1.2    | Sylwester Janiszewski   | CCC-Polsat Polkowice         |
| 12    | Puchar Uzdrowisk Karpackich                             | 1.2    | Sylwester Janiszewski   | CCC-Polsat Polkowice         |
| 12    | Gran Premio di Poggiana                                 | 1.2U   | Adam Phelan             | Australia                    |
| 12    | Campionati europei - Prova in linea Under-23 (2012)     | CC     | Jan Tratnik             | Slovenia                     |
| 14-17 | Tour du Limousin                                        | 2.HC   | Yukiya Arashiro         | Team Europcar                |
| 15-26 | Volta a Portugal                                        | 2.1    | David Blanco            | Efapel-Glassdrive            |
| 16    | Coppa Bernocchi (2012)                                  | 1.1    | Sacha Modolo            | Colnago-CSF Inox             |
| 16    | Gran Premio Capodarco - Comunità di Capodarco (2012)    | 1.2    | Gianfranco Zilioli      | Team Colpack                 |
| 17    | Dutch Food Valley Classic (2012)                        | 1.1    | Theo Bos                | Rabobank Cycling Team        |
| 17    | Coppa Agostoni - Giro della Brianza (2012)              | 1.1    | Emanuele Sella          | Androni Giocattoli-Venezuela |
| 18    | Puchar Ministra Obrony Narodowej                        | 1.2    | Damian Walczak          | BDC-MarcPol Team             |
| 18    | Grand Prix Královéhradeckého Kraje                      | 1.2    | Martin Hačecký          | ASC Dukla Praha              |
| 18    | Tre Valli Varesine (2012)                               | 1.HC   | David Veilleux          | Team Europcar                |
| 19    | Châteauroux Classic de l'Indre - Trophée Fenioux (2012) | 1.1    | Rafael Andriato         | Farnese Vini-Selle Italia    |
| 21    | Grote Prijs Stad Zottegem (2012)                        | 1.1    | Matthias Brändle        | Team NetApp                  |
| 21    | Grand Prix des Marbriers                                | 1.2    | Sergej Pomošnikov       | Itera-Katusha                |
| 21-24 | Tour du Poitou-Charentes                                | 2.1    | Luke Durbridge          | Orica-GreenEDGE              |
| 21-26 | Baltic Chain Tour                                       | 2.2    | Gediminas Bagdonas      | An Post-Sean Kelly Team      |
| 22    | Druivenkoers - Overijse (2012)                          | 1.1    | Björn Leukemans         | Vacansoleil-DCM              |
| 22-26 | Post Danmark Rundt                                      | 2.HC   | Lieuwe Westra           | Vacansoleil-DCM              |
| 23    | GP Industria Commercio Artigianato Carnaghese (2012)    | 1.1    | Diego Ulissi            | Lampre-ISD                   |
| 25    | Giro del Veneto - Coppa Placci (2012)                   | 1.1    | Oscar Gatto             | Farnese Vini-Selle Italia    |
| 26    | Schaal Sels (2012)                                      | 1.1    | Niko Eeckhout           | An Post-Sean Kelly Team      |
| 26    | Ljubljana-Zagreb                                        | 1.2    | Marko Kump              | Adria Mobil                  |
| 26    | Ronde van Midden-Nederland                              | 1.2    | Ivar Slik               | Rabobank Continental Team    |
| 26-30 | Tour of Victory                                         | 2.2    | Annullato               | Annullato                    |
| 26-1  | Tour de l'Avenir                                        | 2.Ncup | Warren Barguil          | Francia                      |
| 27-1  | Settimana Ciclistica Lombarda                           | 2.1    | Annullata               | Annullata                    |
| 31-1  | World Ports Classic                                     | 2.1    | Tom Boonen              | Omega Pharma-Quickstep       |

### Settembre
| Data  | Prova                                             | Cat. | Vincitore                 | Squadra                       |
| ----- | ------------------------------------------------- | ---- | ------------------------- | ----------------------------- |
| 2     | Tour du Doubs - Conseil Général (2012)            | 1.1  | Jérôme Coppel             | Saur-Sojasun                  |
| 2     | Grote Prijs Jef Scherens - Rondom Leuven (2012)   | 1.1  | Steven Caethoven          | Accent.jobs-Willems Veranda's |
| 2     | Giro di Romagna                                   | 1.1  | Annullato                 |                               |
| 2     | Kernen Omloop Echt-Susteren                       | 1.2  | Daniel Hoelgaard          | Team Øster Hus-Ridley         |
| 2     | Memorial Davide Fardelli                          | 1.2  | Rohan Dennis              | Team Jayco-AIS                |
| 3-7   | Il Padania (2012)                                 | 2.1  | Vincenzo Nibali           | Liquigas-Cannondale           |
| 5     | Memorial Rik Van Steenbergen (2012)               | 1.1  | Theo Bos                  | Rabobank                      |
| 6-9   | Okolo Jižních Čech                                | 2.2  | Jiří Hochmann             | ASC Dukla Praha               |
| 8     | Parigi-Bruxelles (2012)                           | 1.HC | Tom Boonen                | Omega Pharma-Quickstep        |
| 9     | Chrono Champenois                                 | 1.2  | Rohan Dennis              | Team Jayco-AIS                |
| 9     | Grand Prix de Fourmies - La Voix du Nord (2012)   | 1.HC | Lars Bak                  | Lotto-Belisol Team            |
| 9-16  | Tour of Britain                                   | 2.1  | Jonathan Tiernan-Locke    | Endura Racing                 |
| 9-16  | Tour de Bulgarie                                  | 2.2  | Maksat Ajazbaev           | Astana Continental            |
| 12    | Grand Prix de Wallonie (2012)                     | 1.1  | Julien Simon              | Saur-Sojasun                  |
| 14    | Grand Prix de la Somme (2012)                     | 1.1  | Evaldas Šiškevičius       | Vélo Club La Pomme Marseille  |
| 14    | Kampioenschap van Vlaanderen (2012)               | 1.1  | Ronan van Zandbeek        | Argos-Shimano                 |
| 15    | Memorial Marco Pantani (2012)                     | 1.1  | Fabio Felline             | Androni Giocattoli-Venezuela  |
| 15    | Grote Prijs Impanis - Van Petegem                 | 1.2  | André Greipel             | Lotto-Belisol Team            |
| 16    | Grand Prix d'Isbergues - Pas de Calais (2012)     | 1.1  | John Degenkolb            | Argos-Shimano                 |
| 16    | Gran Premio Industria e Commercio di Prato (2012) | 1.1  | Emanuele Sella            | Androni Giocattoli-Venezuela  |
| 16    | Trofeo Gianfranco Bianchin                        | 1.2  | Kristian Sbaragli         | Team Simaf-Carrier            |
| 16    | Tour Bohemia                                      | 1.2  | Maroš Kováč               | Dukla Trenčín Trek            |
| 19    | Omloop van het Houtland (2012)                    | 1.1  | Marcel Kittel             | Argos-Shimano                 |
| 21    | Tour of Vojvodina I                               | 1.2  | Kristjan Fajt             | Adria Mobil                   |
| 22    | De Kustpijl                                       | 1.2  | Kevin Claeys              | Landbouwkrediet-Euphony       |
| 22    | Tour of Vojvodina II                              | 1.2  | Clemens Fankhauser        | Tirol Cycling Team            |
| 22-23 | Tour du Gévaudan Languedoc-Roussillon             | 2.2  | Davide Rebellin           | Meridiana-Kamen Team          |
| 23    | Gooikse Pijl                                      | 1.2  | Ken Hanson                | Optum Pro Cycling             |
| 25    | Ruota d'Oro - GP Festa del Perdono                | 1.2  | Mattia Cattaneo           | Lampre-ISD                    |
| 26    | Milano-Torino (2012)                              | 1.HC | Alberto Contador          | Team Saxo Bank-Tinkoff Bank   |
| 27    | Giro del Piemonte (2012)                          | 1.HC | Rigoberto Urán            | Sky Procycling                |
| 27-29 | Eurométropole Tour                                | 2.1  | Jürgen Roelandts          | Lotto-Belisol Team            |
| 30    | Duo Normand                                       | 1.1  | Luke Durbridge Svein Tuft | Orica-GreenEDGE               |
| 30    | Giro del Lazio                                    | 1.2  | Annullato                 |                               |

### Ottobre
| Data | Prova                                               | Cat. | Vincitore      | Squadra                          |
| ---- | --------------------------------------------------- | ---- | -------------- | -------------------------------- |
| 2    | Mémorial Frank Vandenbroucke (2012)                 | 1.1  | Adam Blythe    | BMC Racing Team                  |
| 3    | Sparkassen Münsterland Giro (2012)                  | 1.1  | Marcel Kittel  | Argos-Shimano                    |
| 4    | Parigi-Bourges (2012)                               | 1.1  | Florian Vachon | Bretagne-Schuller                |
| 4    | Coppa Sabatini-Gran Premio Città di Peccioli (2012) | 1.1  | Fabio Duarte   | Colombia-Coldeportes             |
| 6    | Piccolo Giro di Lombardia (2012)                    | 1.2  | Jan Polanc     | Radenska                         |
| 6    | Giro dell'Emilia (2012)                             | 1.HC | Nairo Quintana | Movistar Team                    |
| 7    | Gran Premio Bruno Beghelli (2012)                   | 1.1  | Nicki Sørensen | Team Saxo Bank-Tinkoff Bank      |
| 7    | Parigi-Tours Under-23 (2012)                        | 1.2U | Taruia Krainer | Vendée U                         |
| 7    | Parigi-Tours (2012)                                 | 1.HC | Marco Marcato  | Vacansoleil-DCM Pro Cycling Team |
| 9    | Nationale Sluitingsprijs Puttee -Kapellen (2012)    | 1.1  | Wim Stroetinga | Koga Cycling Team                |
| 14   | Tour de Vendée (2012)                               | 1.HC | Wesley Kreder  | Vacansoleil-DCM Pro Cycling Team |
| 21   | Chrono des Nations - Les Herbiers Vendée (2012)     | 1.1  | Tony Martin    | Omega Pharma                     |

## Classifiche
Risultati finali.
| Pos. | Corridore             | Squadra      | Punti |
| ---- | --------------------- | ------------ | ----- |
| 1    | John Degenkolb        | Argos-Shim.  | 596   |
| 2    | Marcel Kittel         | Argos-Shim.  | 511   |
| 3    | Jonath. Tiernan-Locke | Endura       | 478,2 |
| 4    | Marko Kump            | Adria Mobil  | 465   |
| 5    | Danilo Di Luca        | Acqua & Sap. | 410,2 |
| 6    | Julien Simon          | Saur-Sojasun | 399   |
| 7    | Samuel Dumoulin       | Cofidis      | 394   |
| 8    | Domenico Pozzovivo    | Colnago-CSF  | 387,8 |
| 9    | Carlos Betancur       | Acqua & Sap. | 369   |
| 10   | R. Janse van Rensburg | MTN-Qhub.    | 349   |

| Pos. | Squadra                      | Punti    |
| ---- | ---------------------------- | -------- |
| 1    | Saur-Sojasun                 | 1 667    |
| 2    | Argos-Shimano                | 1 615    |
| 3    | Acqua & Sapone               | 1 495    |
| 4    | Androni Giocattoli-Venezuela | 1 482,4  |
| 5    | Itera-Katusha                | 1 254    |
| 6    | Endura Racing                | 1 161,2  |
| 7    | Cofidis, le Crédit en Ligne  | 1 149    |
| 8    | Team Europcar                | 1 105    |
| 9    | Team NetApp                  | 1 102,55 |
| 10   | Adria Mobil                  | 1 044    |

| Pos. | Nazione       | Punti    |
| ---- | ------------- | -------- |
| 1    | Italia        | 3 054    |
| 2    | Francia       | 2 734    |
| 3    | Germania      | 2 650,83 |
| 4    | Slovenia      | 2 013    |
| 5    | Russia        | 1 840,5  |
| 6    | Belgio        | 1 639    |
| 7    | Paesi Bassi   | 1 383,34 |
| 8    | Polonia       | 1 194,6  |
| 9    | Spagna        | 1 026,2  |
| 10   | Gran Bretagna | 922,65   |